# Śnieżna Pantera
Śnieżna Pantera (ros. Снежный барс, Snieżnyj bars) – radzieckie, potem rosyjskie, wyróżnienie alpinistyczne nadawane za zdobycie pięciu siedmiotysięczników, które w przeszłości znajdowały się w granicach Związku Socjalistycznych Republik Radzieckich. Wyróżnienie powstało w czasach istnienia ZSRR, jednak nadal jest uznawane przez kraje Wspólnoty Niepodległych Państw.

## Wymagane szczyty
Lista szczytów, których zdobycie było wymagane do przyznania tytułu, zmieniała się w zależności od czynników politycznych i wojskowych. Obecnie są to następujące szczyty, wymienione w kolejności od powszechnie uważanego za najtrudniejszy, do najłatwiejszego:
| Nazwa Szczytu            | Inne/dawne nazwy             | Pasmo    | Państwa                        | Wysokość      | Wybitność |
| Szczyt Zwycięstwa        | Pik Pobiedy Dżengisz czokusu | Tienszan | Kirgistan · Chiny              | 7439 m n.p.m. | 4148 m    |
| Chan Tengri              |                              | Tienszan | Kazachstan · Kirgistan · Chiny | 7010 m n.p.m. | 1685 m    |
| Szczyt Ismaila Samaniego | Pik Komunizma                | Pamir    | Tadżykistan                    | 7495 m n.p.m. | 3402 m    |
| Szczyt Korżeniewskiej    |                              | Pamir    | Tadżykistan                    | 7105 m n.p.m. | 1650 m    |
| Szczyt Lenina            | Szczyt Awicenny              | Pamir    | Tadżykistan · Kirgistan        | 7134 m n.p.m  | 2790 m    |

Przed rokiem 1984 lista wymaganych wierzchołków nie obejmowała Chan Tengri. W latach 1985–1989 zamknięcie Piku Pobiedy spowodowało wykluczenie go z listy, zamiast niego dodano Chan Tengri. Począwszy od roku 1990 na liście znajduje się wszystkie pięć szczytów.

## Zdobywcy wyróżnienia
Według stanu na koniec roku 2015, Śnieżną Panterę zdobyło 626 osób w wieku od 20 do 69 lat (w chwili skompletowania listy wymaganych szczytów, a więc część osób otrzymała wyróżnienie zdobywając tylko cztery szczyty), w tym 31 kobiet – jedyną kobietą, która zdobyła wyróżnienie trzykrotnie jest Elwira Nasonowa.
W najkrótszym czasie (29 dni 17 godzin 5 minut, licząc od wyjścia z ABC 15 lipca) wszystkie pięć szczytów Śnieżnej Pantery zdobył Polak Andrzej Bargiel latem 2016.
Najstarszym zdobywcą jest Rosjanin Boris Korszunow (ur. 31.08.1935), który w chwili zdobycia tytułu (po raz 9) miał 69 lat.

### Polscy zdobywcy
- Amalia Kapłoniak – w 1989 r., jako 21 kobieta i pierwsza osoba z Polski[5]
- Marcin Hennig[6] – w 2006 r., pierwszy polski zdobywca wszystkich pięciu szczytów
- Marcin Miotk – w 2007 r.[7]
- Marcin Kaczkan – w 2008 r.[8]
- Maciej Stańczak – w 2009 r.[8]
- Aleksandra Dzik[9] – w 2010 r. jako dwudziesta szósta kobieta i pierwsza Polka, która zdobyła wszystkie pięć szczytów z listy
- Andrzej Bargiel – w 2016 r. w rekordowym czasie[10]
- Mariusz Baskurzyński – w 2018 r.[11]